# IHE
IHE (Integrating the Healthcare Enterprise) is een wereldwijd samenwerkingsverband tussen gebruikers en softwareleveranciers met het doel informatie-uitwisseling tussen computersystemen in de zorgsector te standaardiseren en harmoniseren. Het ondersteunen van zorgprocessen met communicatie tussen computersystemen en het bevorderen van interoperabiliteit staan hierbij centraal. Om dit te bereiken maakt IHE gebruik van zogenaamde Use Cases (beschrijvingen van specifieke gebruikssituaties), identificeert voor iedere situatie de relevante standaarden en ontwikkelt praktische beschrijvingen (profielen, Profiles genoemd), waaraan de softwareleverancier zijn product kan conformeren. Tijdens de internationale Connectathon testen de leveranciers hun systemen tegen elkaar en bereiden ze zich voor op de implementatie van hun product bij de klant.
Meer dan 500 leveranciers hebben profielen van IHE in hun producten ingebouwd voor de meest actuele gegevens. IHE Nederland werkt samen met diverse partijen, zoals de samenwerkende standaardisatie-organisaties in Nederland (Continua Health Alliance, GS1, HL7, IHTSDO, NEN, RIVM en Nictiz), en andere organisaties die actief zijn op het gebied van zorg en ICT, zoals IKNL (Integrale Kankercentra Nederland), OIZ (Vereniging van organisaties voor ICT in de Zorg), diverse verenigingen van zorgaanbieders en vertegenwoordigers van verschillende regionale samenwerkingsverbanden.

## Organisatie
IHE is een internationale organisatie die haar oorsprong vindt in de Verenigde Staten. HIMSS (Healthcare Information and Management Systems Society) en RSNA (Radiological Society of North America) hebben samen in 1997 IHE opgericht. De duale structuur van ICT'ers (softwareleveranciers) en zorgverleners die samenwerken om tot een goede werkbare oplossing te komen, is door de hele organisatie heen vervlochten. Heel veel voorzittersfuncties zijn bijvoorbeeld opgedeeld in een covoorzitterschap van ICT-zijde en ook van zorgverlenerszijde. Inmiddels is IHE actief in vele landen, waaronder Australië, Canada, Duitsland, Frankrijk, Japan en Nederland. Verschillende organisaties zijn op verschillende niveaus over de wereld actief. Zo is er een IHE Internationaal, een IHE Europa, maar ook bijvoorbeeld een IHE Frankrijk en een IHE Nederland. IHE Europa kent de volgende commissies:
1. Steering Committee (beleidsmatige activiteiten, richting bepalend)
2. Development Committee (ondersteuning van ontwikkeling van profielen)
3. MarCom Committee (marketing- en communicatieactiviteiten)

## Werkwijze en resultaten
IHE beschrijft technische raamwerken (Frameworks) die als leidraad dienen voor implementatie in een organisatie. Een raamwerk wordt door verschillende werkgroepen samengesteld, iedere werkgroep beschrijft een of meer profielen. De profielen worden voor becommentariëring gepubliceerd, waarna ze voor eerste testimplementatie (Trial Implementation) beschikbaar zijn. De daaruit opgedane ervaringen worden ter verbetering meegenomen in het gepubliceerde profiel. Er wordt voortdurend geconformeerd naar bestaande standaarden als HL7 en DICOM, waar nodig worden deze uitgebreid naar aanleiding van de opgedane ervaring.
De volgende domeinen zijn op dit moment beschikbaar binnen IHE:
- Anatomic Pathology (voor de pathologie)
- Cardiology (cardiologie)
- Eye Care (oogheelkunde)
- IT Infrastructure (IT-infrastructuur)
- Laboratory (betreffende medische laboratoria)
- Patient Care Coordination (complexe zorgpaden, ook instellingsoverstijgend)
- Patient Care Devices (gegevens van patiëntgerelateerde apparaten)
- Pharmacy (farmacie)
- Quality, Research and Public Health (kwaliteitsborging)
- Radiation Oncology (oncologische stralingstherapie)
- Radiology (radiologie)

Binnen een domein worden de werkprocessen beschreven zoals deze daadwerkelijk in de praktijk plaatsvinden. Denk daarbij aan opname van een patiënt, onderzoek op een modaliteit en opslag en beoordeling van een röntgenbeeld. Daarbij worden de berichtenstroom en de betrokken actoren benoemd.
Bij een profiel hoort een aantal actoren (actors) met een bepaalde rol of functie binnen het profiel. Een enkel apparaat kan meerdere rollen vervullen, zo kan een systeem dienen als distributeur van beelden, maar tegelijk ook als archief. 
Tussen verschillende actoren worden transacties (transactions) gedefinieerd. Een transactie kan een opvraging of het opleveren van een status zijn. In de profielen wordt precies beschreven uit welke stappen de transactie bestaat en hoe de informatie over het netwerk getransporteerd moet worden. Eenzelfde transactie kan in meerdere profielen voorkomen, die ook in verschillende raamwerken beschreven kunnen zijn. Zo komt bijvoorbeeld de transactie ‘Patient Administration’ in bijna alle raamwerken voor.
Softwareleveranciers kunnen door een integration statement te publiceren aangeven dat hun software aan de eisen van een profiel voldoet.

## Connectathon
Eenmaal per jaar organiseren IHE USA, IHE Japan en IHE Europa een Connectathon®. Tijdens een Connectathon® testen de ontwikkelaars van softwareleveranciers onderling hun software op ondersteuning van de IHE-profielen. Voorwaarde voor deelname is het succesvol doorlopen van een testronde tegen de testsoftware van IHE.